# کلیسای ارمنی (باکو)
کلیسای ارمنی، باکو یک کلیسا حواری ارمنی واقع در باکو، جمهوری آذربایجان می‌باشد. ساخت و ساز این ساختمان ۱۸۶۹ به پایان رسید. این بنا به سبک معماری ارمنی طراحی شده‌است.

## نگارخانه

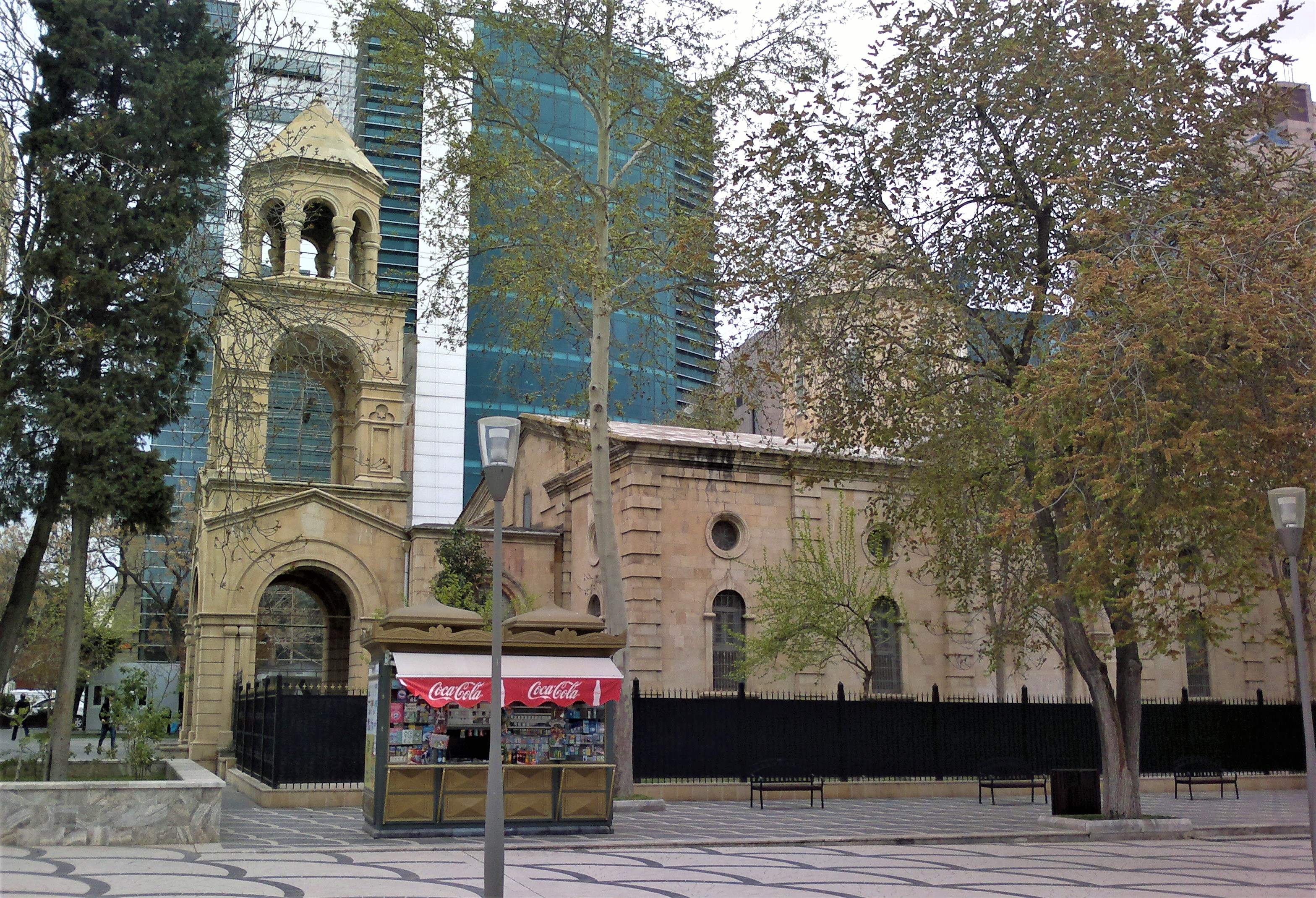
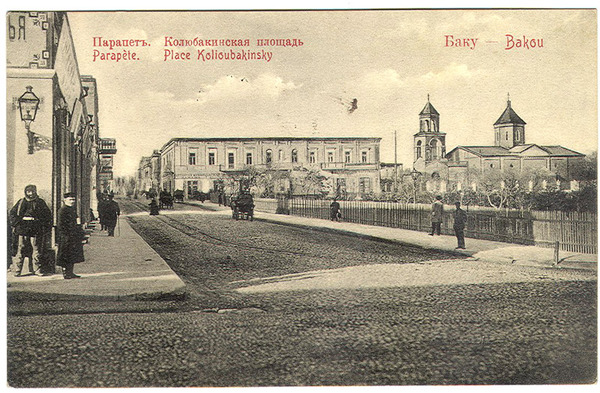
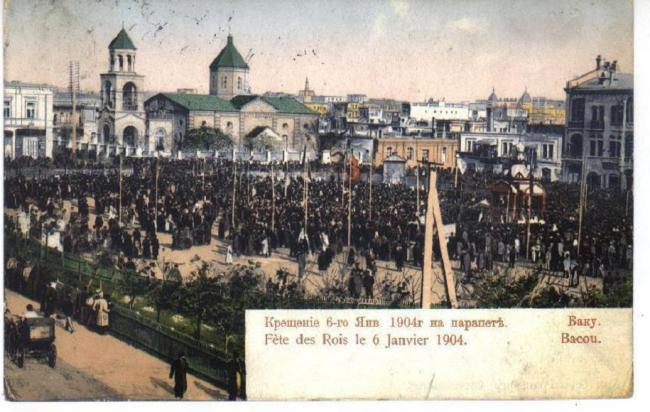